# Pawel Jefimowitsch Dybenko

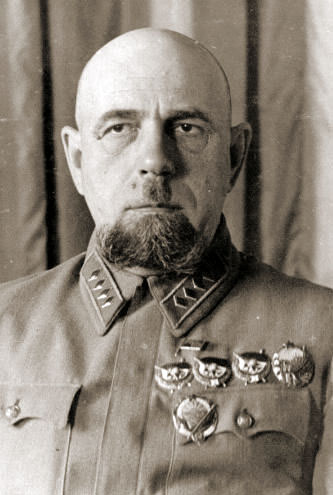
P. J. Dybenko

Pawel Jefimowitsch Dybenko (russisch Павел Ефимович Дыбенко; ukrainisch Дибенко Павло Юхимович, * 16.jul. / 28. Februar 1889greg. in Ljudkowo, Gouvernement Tschernigow, Russisches Kaiserreich, heute Nowosybkow, Oblast Brjansk; † 29. Juli 1938 in Moskau) war ein russischer Revolutionär, sowjetischer Marineoffizier und Mitglied der ersten Sowjetregierung im Rat der Volkskommissare.

## Leben
Seit 1907 war Dybenko in der revolutionären Bewegung Russlands aktiv. Im Jahr 1911 wurde er zur Baltischen Flotte eingezogen und war 1915 einer der Führer des Matrosenaufstandes auf dem Linienschiff Imperator Pawel I. Er gehörte seit 1912 der Sozialdemokratischen Arbeiterpartei Russlands an. Nach der Februarrevolution 1917 war er Mitglied des Helsingforser Sowjets. Im April 1917 wurde er Vorsitzender von ZENTROBALT. Anfang Juli bis 4.jul. / 17. September 1917greg. wurde er von der Provisorischen Regierung im Gefängnis festgehalten. Ab 3.jul. / 16. Oktober 1917greg. leitete er erneut das Zentrobalt.
Als Mitglied des Petrograder Revolutionären Militärkomitees beteiligte er sich aktiv an der Vorbereitung und Durchführung des Oktoberaufstandes in Petrograd. Er leitete die Aufstellung von Abteilungen revolutionärer Matrosen und Kampfschiffe und ihre Verlegung in die Hauptstadt. Die revolutionären Kräfte im Raum von Krasnoje Selo und Gattschina befehligte er bei der Zerschlagung des Krasnow-Aufstands. Vom 26. Oktoberjul. / 8. November 1917greg. bis März 1918 gehörte Dybenko der ersten Sowjetregierung (Rat der Volkskommissare) als Volkskommissar für Militär- und Marineangelegenheiten an. Dybenko war mit Alexandra Kollontai verheiratet.
Während der deutschen Intervention kommandierte er eine Abteilung bei Narva. Im Sommer 1918 leistete er illegale Parteiarbeit auf der Krim und in der Ukraine. 1919 wurde er zum Volkskommissar für die sowjetische Krimrepublik ernannt. In den Jahren des Bürgerkrieges von 1918 bis 1920 kommandierte Dybenko Verbände der Roten Armee in der Ukraine, auf der Krim, bei Zarizyn (heute Wolgograd) und in Nordkaukasien. Von 1928 bis 1938 war er Befehlshaber der Truppen einiger Militärbezirke.
Nach dem Bürgerkrieg in Russland widmete er sich dem Aufbau der sowjetischen Flotte. Nach dem Abschluss der Militärakademie im Jahr 1922 befehligte er verschiedene Einheiten, z. B. auch den Leningrader Militärbezirk. Im Dienstgrad eines Kommandeurs 2. Ranges war Dybenko Deputierter des Obersten Sowjets. Er wurde dreimal mit dem Rotbannerorden ausgezeichnet.
Dybenko nahm im Juni 1937 als Militärrichter am Moskauer Militärprozess gegen Marschall Tuchatschewski und andere hohe Generale teil, bei dem alle Angeklagten zum Tode verurteilt wurden. Auch er selbst fiel kurze Zeit später Stalins Terrorkampagne zum Opfer. Im Jahre 1938 wurde er verhaftet, in einem Schauprozess ebenfalls zum Tode verurteilt und hingerichtet. Zwanzig Jahre nach seinem Tod wurde er rehabilitiert.